# Oktiabrski (Ieisk)
Oktiabrski - Октябрьский (rus) és un possiólok del krai de Krasnodar, a Rússia. Es troba a la península de Ieisk, a 23 km al sud-est de Ieisk i a 170 km al nord-oest de Krasnodar. Pertanyen a aquest possiólok els possiolki de Zavodskoi, Novodereviànkovski, Bratski, Nikolaia Ostrovskogo, Pervomaiski i Proletarski.